# Simona Pahl
Simona Pahl (* 1978) ist eine deutsche Schauspielerin, Synchronsprecherin sowie
Hörspiel- und Hörbuchsprecherin.

## Biografie
Pahl absolvierte im Hamburger Schauspielstudio ihre Ausbildung. Seit 2003 ist sie im Synchronbereich tätig. So lieh sie z. B. den Schauspielerinnen Elisa Donovan und Asia Argento ihre Stimme. Sie synchronisierte auch Zeichentrickfiguren, wie z. B. Ronnie Anne aus der Serie Willkommen bei den Louds sowie Videospiele (z. B. Samantha Traynor aus Mass Effect 3).
Ihre Tochter Carlotta Pahl (* 2005) ist ebenfalls als Synchronsprecherin tätig.

## Synchronarbeiten (Auswahl)

### Filme
- 2005: Last Days für Asia Argento als Asia
- 2009: Ein Hund rettet Weihnachten (The Dog Who Saved Christmas) für Elisa Donovan als Belinda Bannister
- 2011: Freiwild – Zum Abschuss freigegeben (Blooded) für Tracy Ifeachor als Eve Jourdan
- 2015: Hyena Road für Christine Horne als Jennifer
- 2015: Bang Gang – Die Geschichte einer Jugend ohne Tabus für Tatiana Werner als Georges Mutter
- 2016: Die Beichte (La Confession) für Lucie Debay als Sabine Gauthier
- 2016: Free Fire für Brie Larson als Justine
- 2017: Nach dem Urteil (Jusqu'à la garde) für Florence Janas als Sylvia
- 2019: The Aeronauts für Phoebe Fox als Antonia

### Serien
- 2006–2010: H2O – Plötzlich Meerjungfrau (H2O: Just Add Water) für Indiana Evans als Isabel „Bella“ Hartley
- 2009: Der Pakt (Pagten) für Signe Egholm Olsen als Iselin/Aris
- 2013–2015: Lazy Company für Aurélia Poirier als Jeanne Danfron
- 2013–2017: Top of the Lake für Elisabeth Moss als Robin
- seit 2013: Candice Renoir für Gaya Verneuil als Chrystelle Da Silva
- 2014–2017: 19-2 für Maxim Roy als Isabelle Latendresse
- 2015–2017: Project Mc² für Danica McKellar als The Quail (1. Stimme)
- seit 2016: Willkommen bei den Louds (The Loud House, Zeichentrickserie) als Ronnie Anne Santiago
- 2017–2019: Verrate mich nicht (Trust Me) für Jodie Whittaker als Cath Hardacre
- 2018: Greyzone – No Way Out (Greyzone/Gråzon) für Birgitte Hjort Sørensen als Victoria Rahbek
- 2019–2021: Black Summer für Jaime King als Rose
- 2020 & 2022: Alice in Borderland für Riisa Naka als Kano Mira

## Hörbücher (Auswahl)
- 2013: Silber – Das erste Buch der Träume Kerstin Gier Erscheinungsjahr 2013, Argon Verlag Verlag GmbH, Berlin
- 2014: Silber – Das zweite Buch der Träume [Dream a little Dream] Kerstin Gier Erscheinungsjahr 2014 Verlag; Argon Verlag GmbH, Berlin
- 2015: Silber – Das dritte Buch der Träume Kerstin Gier Erscheinungsjahr 2015 Verlag; Argon Verlag GmbH, Berlin
- 2020: Karen M. McManus: One Of Us Is Lying, der Hörverlag, ISBN 978-3-8445-3875-5 (Hörbuch-Download, u. a. mit Leonie Landa & Matti Krause)
- 2024: Ariane Grundies: Als Anders in mein Leben rollte, Sauerländer audio, ISBN 978-3-8398-4434-2 (Longlist Deutscher Hörbuchpreis)
- 2025: Liz Kessler: Geheimname Eisvogel, Sauerländer audio, ISBN 978-3-8398-4435-9